# Михаил II Комнин
Михаѝл II Ко̀мнин Ду̀ка (на средногръцки: Μιχαήλ Β΄ Κομνηνός Δούκας) е владетел на Епирското деспотство от 1230 г. до смъртта си през 1266/68 г.

## Живот и управление
Михаил е извънбрачният син на Михаил I Комнин от Епир и отива в изгнание след убийството на баща си през 1215 г. След разгрома в битката при Клокотница на чичо му Теодор Комнин от цар Иван Асен II и последвалото му попадане в български плен, Михаил II се завръща в Епир. Не е неоспоримо доказано дали той признава върховенството на чичо си Мануил Комнин Солунски или на Иван Асен II. Михаил II си осигурява подкрепата на местните благородници, като се жени за Теодора Петралифина и установява близки отношения с Никейската империя. През 1235г. участва в обсадата на Константинопол заедно с  Мануил Комнин, Йоан Дука Ватаци и цар Иван Асен II. През 1241 г. Михаил унаследява чичо си Мануил като владетел на Тесалия. През 1238 г. Михаил е посетен от Никейския патриарх Герман II, а през 1249 г. получава титлата деспот от император Йоан III Дука Ватаци.
Отношенията на Михаил II с Никея му осигуряват неутралитет по време на междуособиците, при които Йоан III Дука Ватаци превзема Солун и прониква в Северна Гърция (1244 г.). Но когато през 1256 г. му се налага да предаде Драч и Сервия на никейците, Михаил се решава да разшири своите владения за сметка на Никея. Докато напредва към Солун, сицилианският крал Манфред завзема Драч и прилежащите земи. Решен да превземе Солун, Михаил се споразумява с Манфред и му изпраща дъщеря си за съпруга, отдавайки в зестра изгубените градове и остров Корфу. Освен това сключва съюз и с принца на Ахейското княжество Вилхелм II Вилардуен.
Войските на съюзниците надделяват над никейските части в Македония и през 1259 г. се приготвят за сражение с редовната никейска армия, водена от севастократор Йоан Палеолог, брат на император Михаил VIII Палеолог. Последвалото стълкновение влиза в историята с името „Пелагонийска битка“. Съюзническата кампания е осуетена от породилите се подозренията в различните лагери и извънбрачният син на Михаил — севастократор Йоан I Дука, дезертира при врага, докато самият Михаил II изоставя съюзниците си. Никейците нанасят съкрушаващо поражение на ахейския принц Вилхелм, който е пленен в боя. След като Михаил бяга към Йонийските острови, никейците окупират Епир, но срещат такава съпротива от местните, че са принудени да се оттеглят. Михаил си възвръща владенията с допълнителна помощ от крал Манфред. След последвали военни действия втора византийска победа, този път през 1264 г., принуждава Михаил II да признае условния сюзеренитет на Михаил VIII Палеолог и да затвърди съглашението с династични бракове. Когато Михаил II умира през 1266/68 г., неговите владения са разделени между синовете му Никифор I Комнин, който получава Епир и Йоан I Дука, който получава Тесалия.

## Семейство
От брака си с Теодора Петралифина Михаил II има няколко деца:
- Никифор I Комнин, наследил баща си като владетел на Епир;
- Йоан Комнин Дука († ок. 1289), самоубива се, след като е ослепен през 1280 г.;
- Димитър (преименуван на Михаил) Комнин;
- Елена Ангелина Дукина, която се омъжва за крал Манфред Сицилиански;
- Ана Комнина Дукина, която се омъжва първо за принц Гийом II дьо Вилардуен от Ахейското княжество, а после за Николай II Сент Омер, владетел на Беотия.

От наложницата си Гангрена Михаил II има поне още двама сина:
- Йоан I Дука, наследил го като управник на Тесалия;
- Теодор I Дука